# Dominic Friedel
Dominic Friedel (* 1980 in Ansbach) ist ein deutscher Theaterregisseur.

## Leben
Friedel studierte von 2001 bis 2006 Theater- und Medienwissenschaft, Politikwissenschaft und Psychologie an der Friedrich-Alexander-Universität Erlangen-Nürnberg. Zwischen 2007 und 2011 war Friedel Regieassistenz am Maxim-Gorki-Theater Berlin (Intendanz: Armin Petras). Dort assistierte er Regisseuren wie Stefan Bachmann, Felicitas Brucker und Jan Bosse. Parallel entstanden eigene Inszenierungen, etwa 2010 die Uraufführung Ernte von Claudia Grehn oder die Uraufführung Die Überflüssigen von Philipp Löhle.
Ab der Spielzeit 2012/13 war Friedel für drei Jahre als Hausregisseur am Nationaltheater Mannheim tätig, er gehörte dort dem Leitungsteam an. In dieser Zeit entstand etwa die Uraufführungen Einer und eine von Martin Heckmanns und Mädchen in Not von Anne Lepper.
Seitdem führt Friedel im gesamten deutschsprachigen Raum Regie, etwa am Schauspiel Stuttgart, Konzert Theater Bern, Schauspielhaus Graz, Staatstheater Darmstadt, Theater Magdeburg, Theater Konstanz, Theater Bonn, und an der Neuen Bühne Senftenberg.
Mit seiner Inszenierung Kasimir und Karoline von Ödön von Horváth am Schauspielhaus Graz war Friedel 2016 für den Nestroy-Theaterpreis nominiert.
Zudem ist Friedel Gastdozent für den Bereich Darstellendes Spiel/Theater an der Universität Koblenz-Landau. 2019 begann er eine berufsbegleitende Weiterbildung zum Theatertherapeuten.

## Inszenierungen (Auswahl)
- 2010: Die Überflüssigen von Philipp Löhle, Maxim-Gorki-Theater Berlin[18]
- 2012: Der Wind macht das Fähnchen. Ein Einfamilienstück von Philipp Löhle, Theater Bonn[19]
- 2013: Fahrerflucht/Fluchtfahrer von Alfred Andersch und Philipp Löhle, Schauspiel Stuttgart[7]
- 2014: Seymour oder Ich bin nur aus Versehen hier von Anne Lepper, Konzert Theater Bern[8]
- 2017: Sterne über Senftenberg von Fritz Kater, Neue Bühne Senftenberg[14]
- 2017: Broken German von Tomer Gardi, Schauspielhaus Graz[9]
- 2018: Zeit der Kannibalen nach Stefan Weigl, Theater Magdeburg[11]
- 2019: Michael Kohlhaas nach Heinrich von Kleist, Staatstheater Darmstadt[20]
- 2022: Der Schimmelreiter von Theodor Storm, Theater Bonn[13]